# Гі Сан-Віль
Гі Сан-Віль (фр. Guy Saint-Vil; нар. 21 жовтня 1942, Порт-о-Пренс, Гаїті) — гаїтянський футболіст, виступав на позиції півзахисника.

## Клубна кар'єра
Футбольну кар'єру розпочав у 1961 році в гаїтянському клубі «Етуаль Гаітьєн», наступного року перейшов о іменитішого «Расінг Клюб Гаітьєн». У 1967 році виїхав до США, де того року виступав за «Балтімор Бейс» у National Professional Soccer League (NPSL), наступного року продовжив виступи в команді, проте вже в новоствореній NASL. У 1967 році повернувся на Гаїті, де знову виступав за «Расінг Клюб Гаітьєн». За даними сайту worldfootball.net у 1974 році виступав у клубі «Віолетт». !975 року повернувся до США, де провів 6 матчів за «Балтімор Кометс».

## Кар'єра в збірній
З 1961 по 1967 рік захищав кольори національної збірної Гаїті. Учасник кваліфікації Мундіалю 1970 року в Мексиці, проте збірна Гаїті поступилася правом виходу до фнальної частини турніру збірній Сальвадору. У 1971 році гаїтяни стали срібними призреами Чемпіонату націй КОНКАКАФ. Брав участь у кваліфікації Чемпіонату світу 1974. Кваліфікація завершилася упішно й збірна Гаїті кваліфікувалася на чемпіонат світу. Переога в кваліфікації Чемпіонату світу 1974 року також означала й перемогу в Чемпіонаті націй КОНКАКАФ 1973, оскільки обидва турніри були об'єднані між собою.
Під час чемпіонату світу 1974 року в ФРН зіграв у двох матчах, проти Італії та Аргентини.
Учасник кваліфікації Мундіалю 1978 року в Аргентині, однак збірна Гаїті поступилася місцем на чемпіонаті світу збірній Мексики. Посівши друге місце в кваліфікації чемпіонату світу гаїтяни також отримали титул віце-чемпіонів націй КОНКАКАФ.
Голи в збірній
| Голи Гі Сан-Віля у збірній Гаїті | Голи Гі Сан-Віля у збірній Гаїті | Голи Гі Сан-Віля у збірній Гаїті                        | Голи Гі Сан-Віля у збірній Гаїті | Голи Гі Сан-Віля у збірній Гаїті | Голи Гі Сан-Віля у збірній Гаїті | Голи Гі Сан-Віля у збірній Гаїті |
|                                  | Дата                             | Місце                                                   | Суперник                         | Рахунок                          | Результат                        | Змагання                         |
| -------------------------------- | -------------------------------- | ------------------------------------------------------- | -------------------------------- | -------------------------------- | -------------------------------- | -------------------------------- |
| 1.                               | 19 травня 1962                   | Сабіна Парк, Кінгстон (Ямайка)                          | Ямайка                           | 0-1                              | 3-4                              | Товариський матч                 |
| 2.                               | 21 травня 1962                   | Сабіна Парк, Кінгстон (Ямайка)                          | Ямайка                           | 0-1                              | 1-3                              | Товариський матч                 |
| 3.                               | 21 травня 1962                   | Сабіна Парк, Кінгстон (Ямайка)                          | Ямайка                           | 1-3                              | 1-3                              | Товариський матч                 |
| 4.                               | 23 травня 1962                   | Сабіна Парк, Кінгстон (Ямайка)                          | Ямайка                           | 0-1                              | 2-5                              | Товариський матч                 |
| 5.                               | 23 травня 1962                   | Сабіна Парк, Кінгстон (Ямайка)                          | Ямайка                           | 0-4                              | 2-5                              | Товариський матч                 |
| 6.                               | 23 травня 1962                   | Сабіна Парк, Кінгстон (Ямайка)                          | Ямайка                           | 1-5                              |                                  | Товариський матч                 |
| 7.                               | 23 лютого 1963                   | Індепенденс Парк, Кінгстон (Ямайка)                     | Ямайка                           | 2-1                              | 3-2                              | Товариський матч                 |
| 8.                               | 11 квітня 1965                   | Естадіо Матео Флорес, Гватемала (Гватемала)             | Сальвадор                        | 2-1                              | 3-1                              | Чемп. КОНКАКАФ 1965              |
| 9.                               | 11 червня 1966                   | Стад Сильвіо Катор, Порт-о-Пренс (Гаїті)                | Гваделупа                        | 1-0                              | 3-0                              | Товариський матч                 |
| 10.                              | 16 червня 1966                   | Стад Сильвіо Катор, Порт-о-Пренс (Гаїті)                | Нідерландські Антильські острови | 1-0                              | 3-0                              | Товариський матч                 |
| 11.                              | 16 червня 1966                   | Стад Сильвіо Катор, Порт-о-Пренс (Гаїті)                | Нідерландські Антильські острови | 3-0                              | 3-0                              | Товариський матч                 |
| 12.                              | 18 червня 1966                   | Стад Сильвіо Катор, Порт-о-Пренс (Гаїті)                | Тринідад і Тобаго                | 1-0                              | 1-0                              | Товариський матч                 |
| 13.                              | 12 січня 1967                    | Індепенденс Парк, Кінгстон (Ямайка)                     | Куба                             | 1-1                              | 1-1                              | Кваліф. Чемп. КОНКАКАФ 1967      |
| 14.                              | 16 січня 1967                    | Індепенденс Парк, Кінгстон (Ямайка)                     | Тринідад і Тобаго                | 2-1                              | 4-2                              | Кваліф. Чемп. КОНКАКАФ 1967      |
| 15.                              | 16 січня 1967                    | Індепенденс Парк, Кінгстон (Ямайка)                     | Тринідад і Тобаго                | 3-1                              | 4-2                              | Кваліф. Чемп. КОНКАКАФ 1967      |
| 16.                              | 21 січня 1967                    | Індепенденс Парк, Кінгстон (Ямайка)                     | Ямайка                           | 0-1                              | 0-1                              | Кваліф. Чемп. КОНКАКАФ 1967      |
| 17.                              | 8 березня 1967                   | Естадіо Тібурсіо Каріас Андіно, Тегусігальпа (Гондурас) | Тринідад і Тобаго                | 1-2                              | 2-3                              | Чемп. КОНКАКАФ 1967              |
| 18.                              | 8 березня 1967                   | Естадіо Тібурсіо Каріас Андіно, Тегусігальпа (Гондурас) | Тринідад і Тобаго                | 2-3                              | 2-3                              | Чемп. КОНКАКАФ 1967              |
| 19.                              | 10 березня 1967                  | Естадіо Тібурсіо Каріас Андіно, Тегусігальпа (Гондурас) | Нікарагуа                        | 1-1                              | 2-1                              | Чемп. КОНКАКАФ 1967              |
| 20.                              | 20 жовтня 1968                   | Стад Сильвіо Катор, Порт-о-Пренс (Гаїті)                | США                              |                                  | 3-6                              | Товариський матч                 |
| 21.                              | 20 жовтня 1968                   | Стад Сильвіо Катор, Порт-о-Пренс (Гаїті)                | США                              |                                  | 3-6                              | Товариський матч                 |
| 22.                              | 23 жовтня 1968                   | Стад Сильвіо Катор, Порт-о-Пренс (Гаїті)                | США                              | 1-0                              | 1-0                              | Товариський матч                 |
| 23.                              | 23 листопада 1968                | Стад Сильвіо Катор, Порт-о-Пренс (Гаїті)                | Тринідад і Тобаго                | 0-3                              | 0-4                              | Квал. ЧС 1970                    |
| 24.                              | 23 листопада 1968                | Стад Сильвіо Катор, Порт-о-Пренс (Гаїті)                | Тринідад і Тобаго                | 0-4                              | 0-4                              | Квал. ЧС 1970                    |
| 25.                              | 20 квітня 1969                   | Стад Сильвіо Катор, Порт-о-Пренс (Гаїті)                | США                              | 2-0                              | 2-0                              | Квал. ЧС 1970                    |
| 26.                              | 11 травня 1969                   | Куалкомм Стедіум, Сан-Дієго (США)                       | США                              | 0-1                              | 0-1                              | Квал. ЧС 1970                    |
| 27.                              | 27 травня 1973                   | Стад Сильвіо Катор, Порт-о-Пренс (Гаїті)                | Колумбія                         | 1-0                              | 1-2                              | Товариський матч                 |
| 28.                              | 13 квітня 1974                   | Стад Сильвіо Катор, Порт-о-Пренс (Гаїті)                | Польща                           | 2-0                              | 2-1                              | Товариський матч                 |

## Особисте життя
Молодший брат, Роже Сан-Віль, також був професіональним футболістом.

## Досягнення

### Клубні
РК Гаітьєн
- Чемпіонат Гаїті
  -  Чемпіон (2): 1962, 1969

- Кубок чемпіонів КОНКАКАФ
  -  Володар (1): 1963

### Національна збірна
Гаїті
- Кубок націй КОНКАКАФ
  -  Володар (1): 1973